# Eduardo Bianchini
Eduardo Bianchini (Napoli, 13 ottobre 1856 – Adua, 1º marzo 1896) è stato un militare italiano, insignito della medaglia d'oro al valor militare alla memoria per il coraggio dimostrato durante la battaglia di Adua.

## Biografia
Nacque il 13 ottobre 1856 a Napoli, figlio di Ludovico, di eminente giurista, economista e ministro dell'Interno del Regno delle Due Sicilie, e di Giulia Cerrina. Eduardo fu allievo del Collegio Militare di Napoli (corso 1866-1874) e, successivamente, dell'Accademia Militare dell'Artiglieria e del Genio di Torino.
Fu nominato ufficiale d'artiglieria ed assegnato prima al 13º Reggimento artiglieria da campagna e quindi al Reggimento artiglieria a cavallo. Promosso capitano, prestò servizio presso il 6º ed il 7º Reggimento artiglieria da campo.
Prestò servizio in Eritrea una prima volta nel periodo 1888-1894, meritandosi tra l'altro la Medaglia di bronzo al valor militare e la Croce di Cavaliere dell'Ordine della Corona d'Italia.
Nominato comandante della 3ª Batteria "Siciliana" fu nuovamente inviato in Eritrea il 16 dicembre 1895, a bordo del piroscafo "Singapore" in qualità di rinforzo alle unità sul campo, immediatamente dopo la battaglia dell'Amba Alagi. Sulla stessa unità navale era anche imbarcata la 4ª Batteria "Siciliana", al comando del capitano Umberto Masotto, ed entrambe furono inquadrate nella Brigata "Albertone".
Le due unità di artiglieria, aventi un totale di effettivi pari a 146 tra ufficiali e soldati (tutti provenienti dal 22º Reggimento artiglieria da campagna di stanza a Messina, da cui il nome delle unità) ed 8 cannoni, parteciparono alla battaglia di Mai Muret ed alla battaglia di Adua. Nel corso di quest'ultimo scontro, Bianchini si trovò attestato sul colle Chidane Meret insieme alla propria brigata, che era rimasta isolata rispetto al resto dello schieramento italiano. Le forze italiane furono investite da una potente carica delle forze etiopi provenienti da Adua, le quali, sbaragliata l'avanguardia, penetrarono disastrosamente anche nella seconda linea.
Ricevuto l'ordine dal comandante di Brigata, il generale Matteo Francesco Albertone, di "sparare sino all'ultimo colpo e di sacrificarsi sul posto per permettere agli avanzi della brigata di potersi ritirare" il capitano Bianchini, insieme alla quasi totalità degli ufficiali e degli effettivi dei due reparti, trovò la morte sul campo.
Insieme con il comandante della Brigata artiglieria da montagna, maggiore Francesco De Rosa e a quello della 4ª Batteria, capitano Umberto Masotto, fu decorato con la Medaglia d'oro al valor militare. Tutti gli altri ufficiali, compresi gli unici due sopravvissuti (tenenti Pettini e Cordella, rispettivamente ferito e preso prigioniero), ricevettero la Medaglia d'argento al valor militare.
Le due unità complessivamente ricevettero 106 medaglie (incluse quelle attribuite agli ufficiali), di cui 25 d'argento e 78 di bronzo.
Il capitano Bianchini è ricordato, insieme con gli altri commilitoni, con un monumento realizzato nel 1899 a Messina dallo scultore Salvatore Buemi. Nel 1897 gli è stata inoltre dedicata l'antica Caserma di Cavalleria Borbonica di Napoli, opera di Luigi Vanvitelli sita presso il ponte della Maddalena. Il 3 marzo 2012 all'interno della stessa caserma (oggi sede di uffici dell'Agenzia delle entrate) gli è stata dedicata una lapide commemorativa e l'ex-allievo della Nunziatella e storico Ferdinando Scala ne ha ricordato la figura.
La sua Medaglia d'oro al valor militare fu donata dai familiari al Museo di San Martino a Napoli. Il Collegio Militare di Napoli gli intitolò il corso 1934-1935.

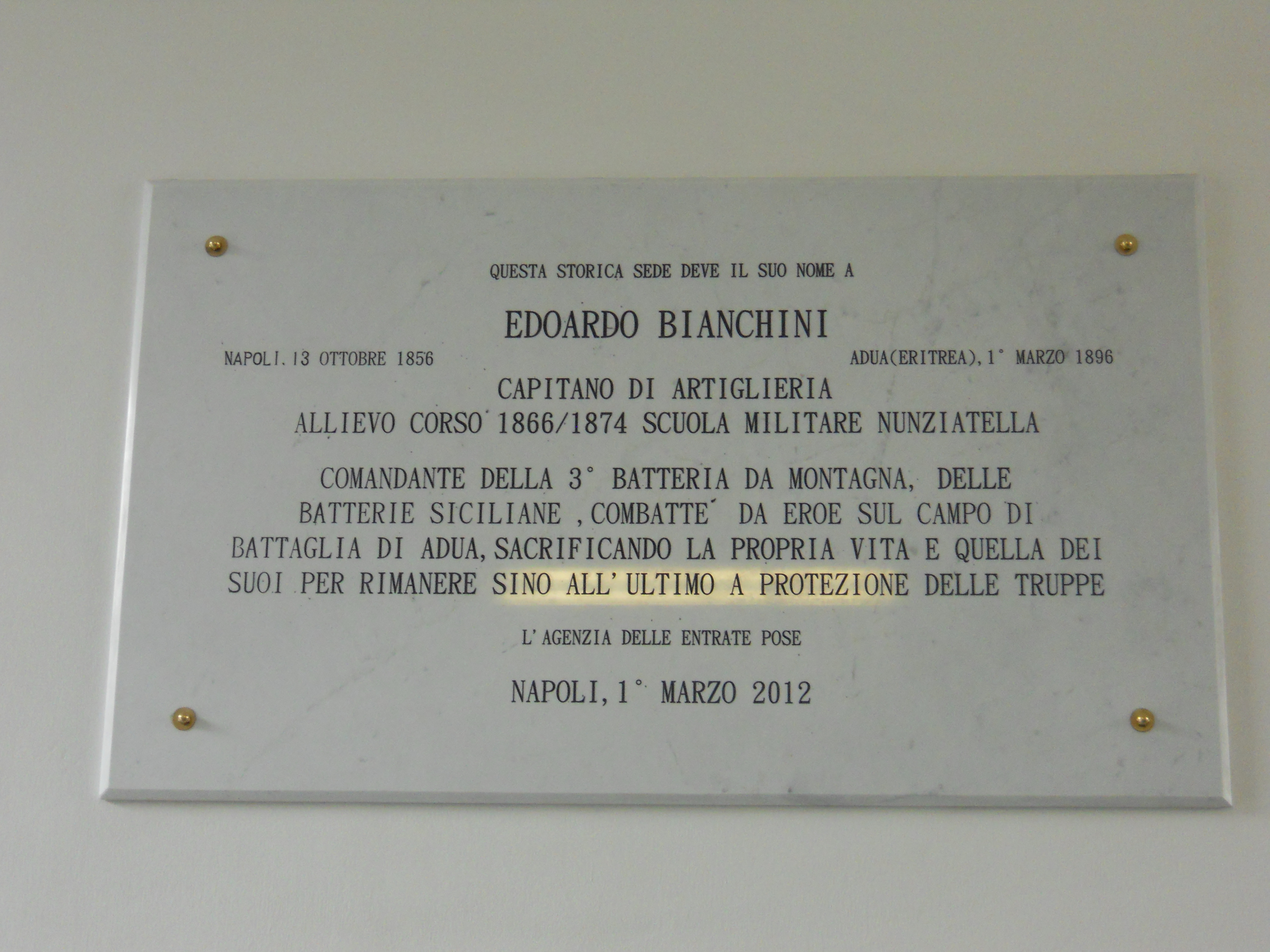
Lapide in memoria di Eduardo Bianchini presso la ex caserma omonima a Napoli

## Onorificenze
(Tenente d'Artiglieria Giovanni Pettini di Baùso, Massaua, 19 marzo 1896)